# Церква Різдва Христового (Клевань)
Церква Різдва Христового - це древня церква XVIII століття у селищі Клевань Рівненської області по вулиці Богдана Хмельницького, 22.Нинні діюча, належала до єпархії УПЦ МП, пам'ятка архітектури.

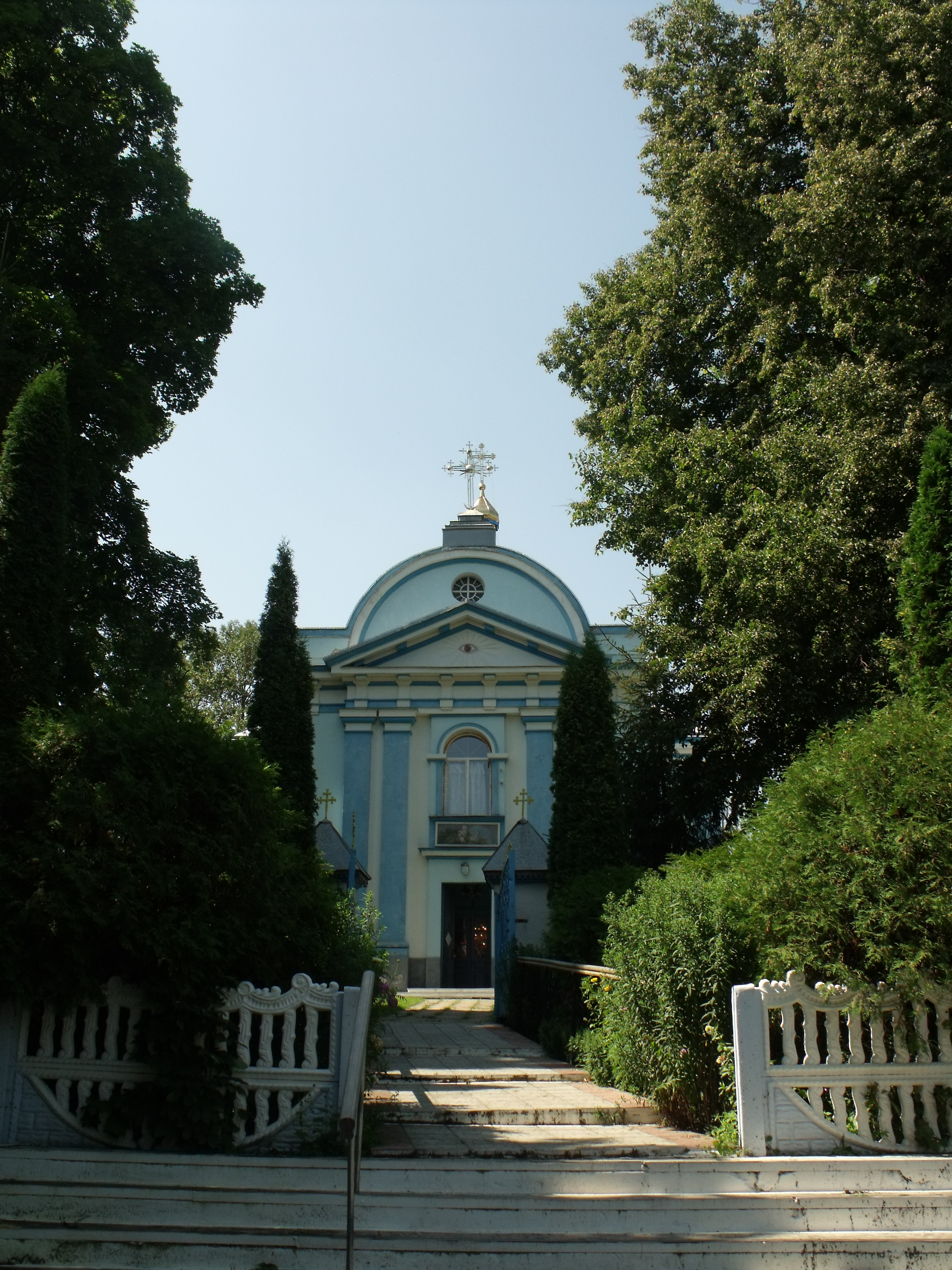
Церква Різдва Христового

## Історія
В 1777 році недалеко від фамільного замку для уніатів було зведено церкву в ім’я Різдва Христового, а в 1842-му була побудована кам’яна дзвіниця для неї.
В 1862 році було змінено перекриття та споруджено дерев’яний купол, а в період 1882 – 1884 років церква прикрашена багатим розписом.
Станом на 1884 рік парафія церкви включала в себе крім Клевані п’ять прилеглих сіл (Передмістя-Застав’я, Клеванська Юридика, Голишва, Новостав, Руда і Червоне), в ній було  більш ніж тисяча вірян, та в реєстрі значилося  сімдесят десятин землі (понад 87% з неї -  орної), а також цілий ряд будівель для священнослужителів.
Бойові дії Першої світової завдали свій удар по храму церкви, потім католицька Польська республіка і Друга світова війна продовжили руйнування.

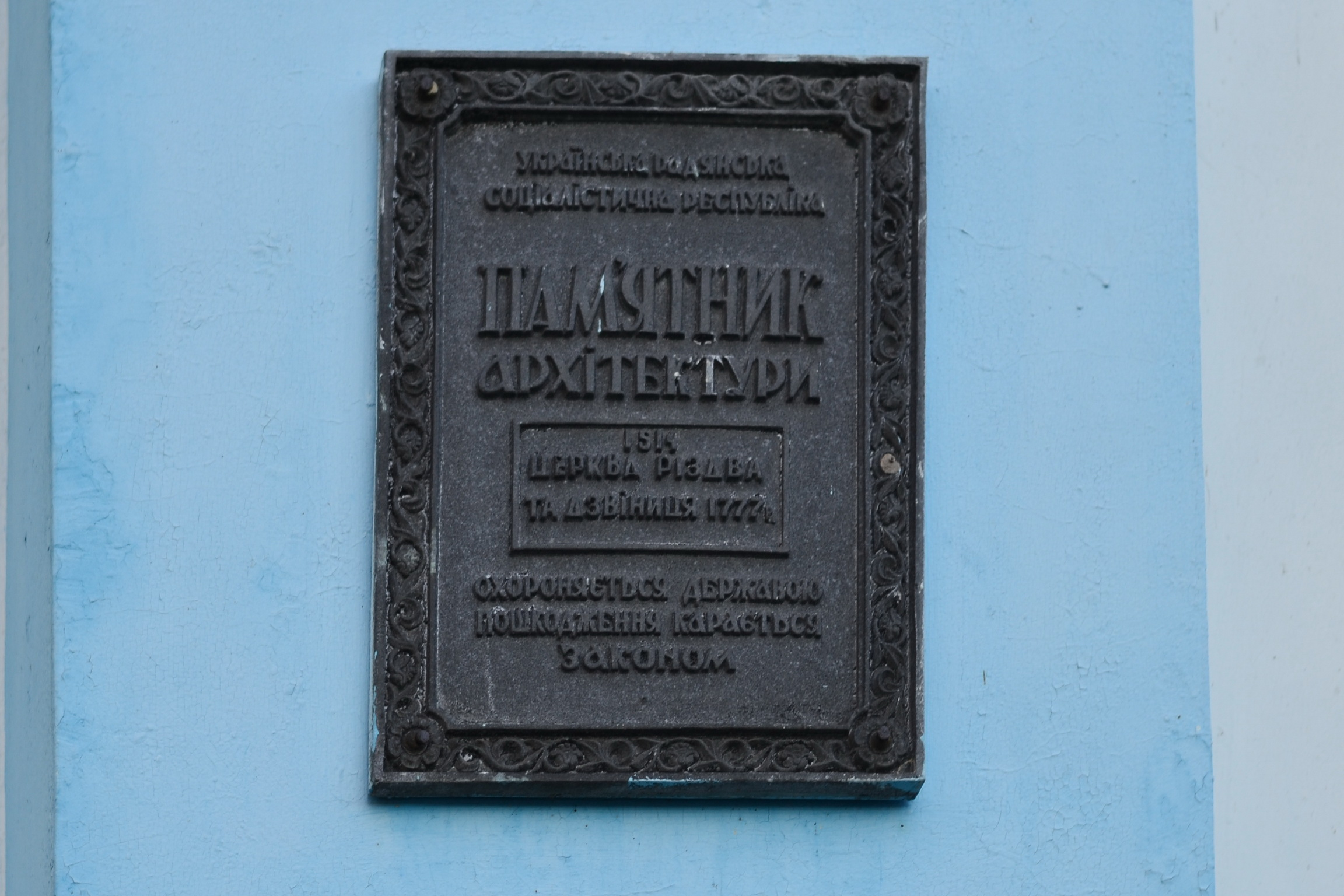
Пам'ятка архітектури

В 1991 році були розпочаті відновлювальні роботи храму.

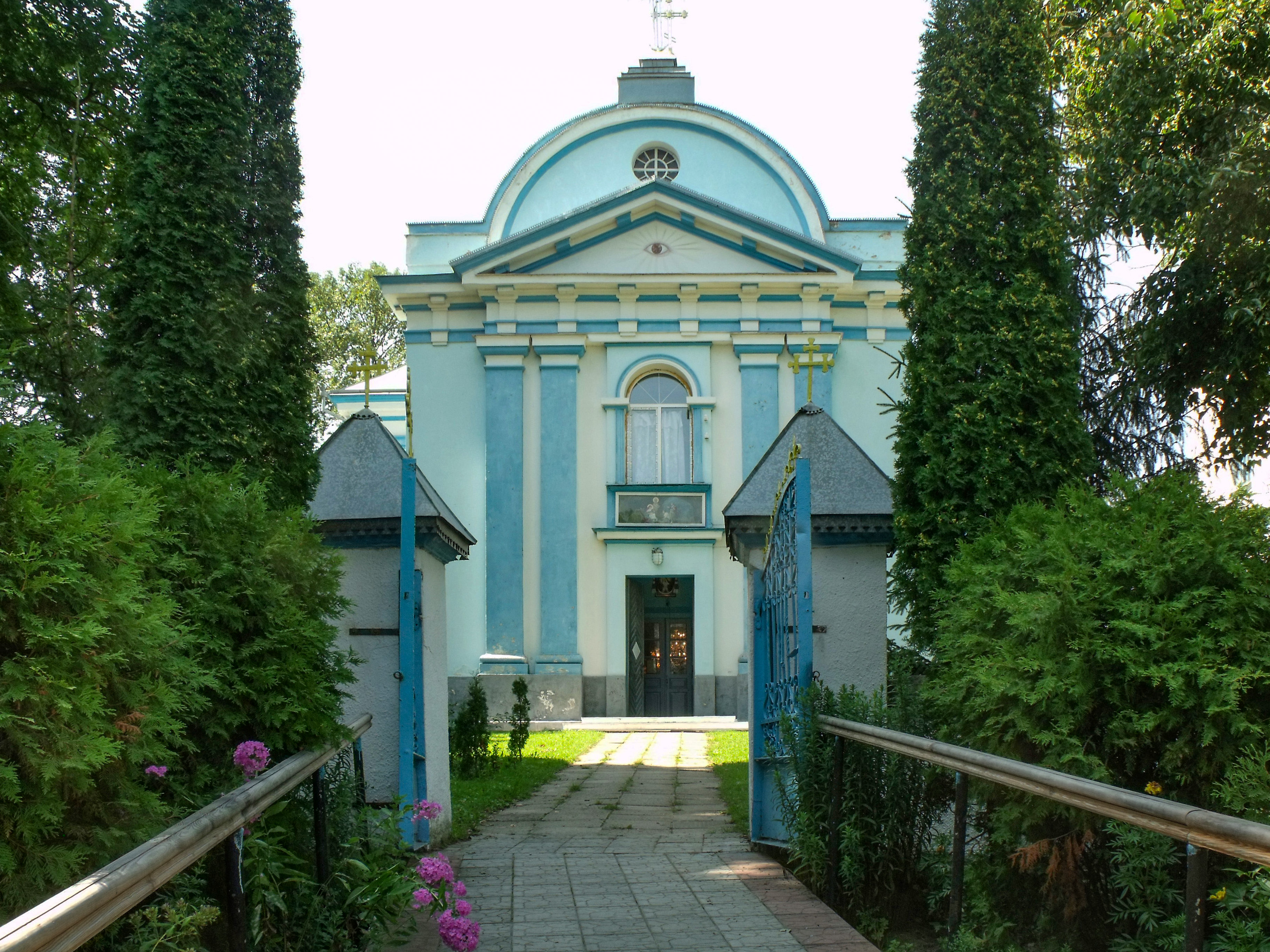
Церква Різдва Христового

Станом на 2013 рік церква, як і більшість на Волині, пофарбована у біло-голубі барви. 

## Дивитись також
- Церква Павла і Петра (Клевань)
- Костел Благовіщення (Клевань)
- Свято-Миколаївська церква (Клевань)